# Органічні тіоціанати

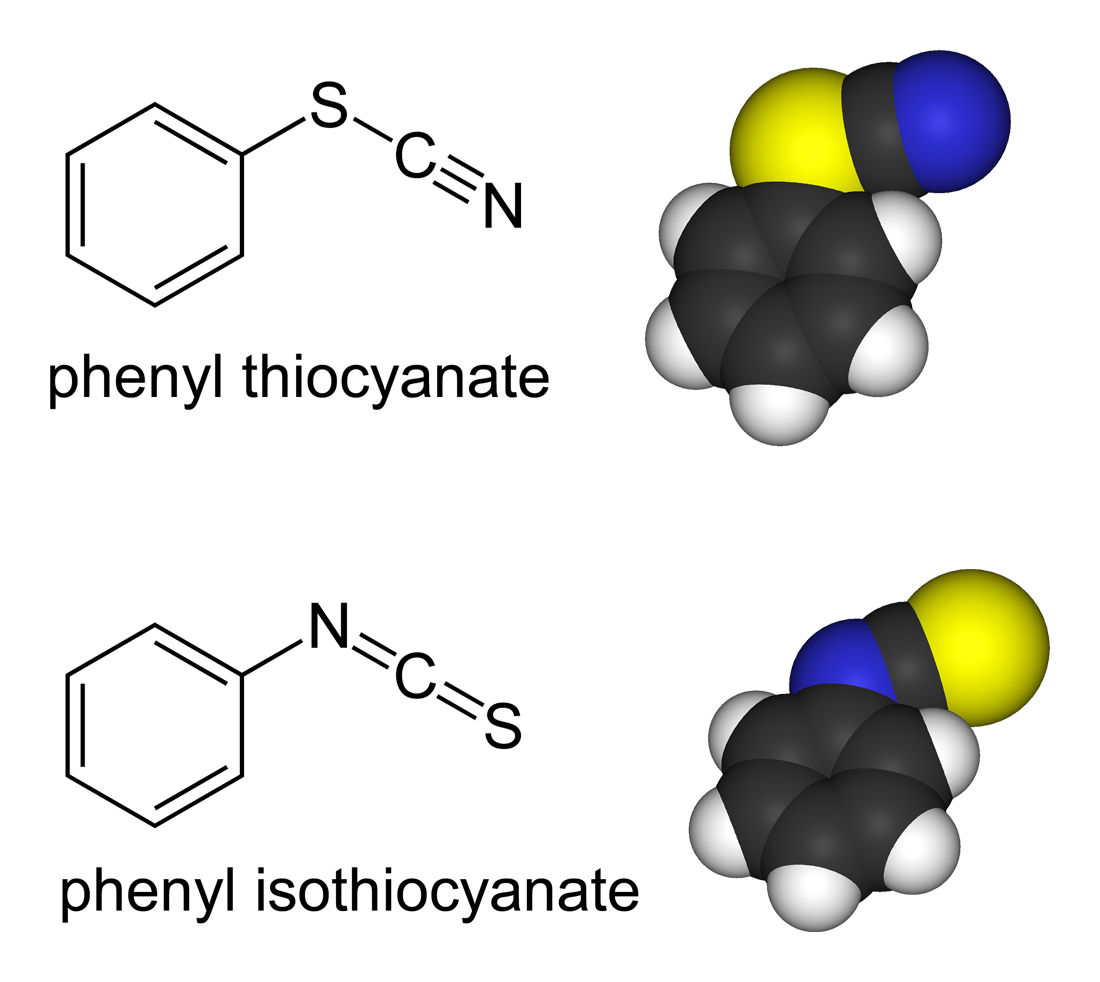

Органічні тіоціанати, роданіди (рос. органические тиоцианаты, [роданиды] , англ. organic thiocyanates) — естери тіоціанової кислоти R–S–CN, що є домінантною формою в таутомерній рівновазі з ізоціанатною кислотою (від якої, відповідно, походять ізотіоціанати R–N=C=S):
HS–C≡N → HN=C=S